# جمعية الشرق الأوسط لصناعات الطاقة الشمسية
جمعية الشرق الأوسط لصناعات الطاقة الشمسية أو ميسيا هي منظمة غير ربحية وغير حكومية تهدف إلى، نشر الطاقة الشمسية في منطقة الشرق الأوسط وشمال إفريقيا، وتنظيم فرص التواصل للمهنيين في الطاقة الشمسية، وإنتاج تقارير عن أحدث التقنيات والمعايير وشهادات المنتجات والمساعدة في تطوير السياسات التي تهدف إلى نشر صناعة الطاقة الشمسية المحلية.
تضم الجمعية أكثر من 120 عضوًا محليًا وإقليميًا ودوليًا بما في ذلك الشركات القيادية والأعضاء المؤسسون: ABB وأكوا باور وألسا وسولار وأبريكوم وكوفينجتون و بورلنج وانفيرومينا وإيفرشيدز ساذرلاند وفيرست سولار وهواوي.
يقع مقر الجمعية في دبي، الإمارات العربية المتحدة، وتُنفذ الأنشطة والبرامج المتعلقة بالطاقة الشمسية في جميع أنحاء منطقة الشرق الأوسط وشمال إفريقيا. تمتد تغطيتها الإقليمية من مصر إلى المملكة العربية السعودية، مع أكثر من 10000 مشترك. على مدى السنوات العشر الماضية، نظمت الجمعية أكثر من 90 حدثًا صناعيًا يركز على تعزيز بصمة الطاقة الشمسية في الشرق الأوسط وشمال إفريقيا.

## تاريخ التأسيس
تم إنشاء الجمعية عندما اجتمعت مجموعة من رواد الطاقة الشمسية بهدف إعطاء الحياة للإمكانات الهائلة للطاقة الشمسية في الشرق الأوسط. قاد المجموعة وحيد فتوحي من بي بي سولار والبروفيسور جورجيتا فيديكان من معهد مصدر للعلوم والتكنولوجيا. بعد عمل حدث تأسيس ناجح في 23 نوفمبر 2009 وفي 7 يناير 2011 بعد إكتمال التأسيس الجمعية من جميع الأطراف، تم تنظيم أول حدث رسمي، موجز في فندق كراون بلازا في جزيرة ياس.

## الطاقة الشمسية في الشرق الأوسط وشمال أفريقيا
- في عام 2016، تنبأت جمعية الشرق الأوسط لصناعات الطاقة الشمسية بأن المنطقة ستطرح ما يصل إلى 4000 ميجاوات (MW) من مشاريع الطاقة الشمسية واستند التوقع على أن عام 2016 سيتميز بإنخفاض تكاليف الكهرباء الشمسية بشكل متزايد، حيث سبحفز ذلك سوق الطاقة الشمسية رغم نخفاض أسعار النفط والغاز.[7]
- في عام 2019، أشارت تقارير الجمعية أن قيمة سوق الطاقة الشمسية في المنطقة يعادل 20 مليار دولار. وهناك مشروعات بقيمة 5 مليارات دولار تعمل في منطقة الشرق الأوسط وشمال إفريقيا مع 15 مليار دولار أخرى من المشاريع التي ستُطرح في السنوات الخمس المقبلة. وتستمر أسعار التكنولوجيا الشمسية في الانخفاض. حيث وصل سعر الكيلوواط ساعة إلى 2.48 دولار وهذا يعادل نصف سعر الكهرباء المُنتجة من الغاز الطبيعي. ومن المتوقع أن يصل سعر الطاقة الشمسية في السنوات الثلاث المقبلة إلى 1 دولار أمريكي لكل كيلوواط ساعة مما يجعلها من بين أرخص الأسعار في العالم. وتفتح أسواق جديدة أبوابها لاستثمارات الطاقة الشمسية عبر منطقة الشرق الأوسط وشمال إفريقيا. حيث بدأت المملكة العربية السعودية في بناء أول مشروع للطاقة الكهروضوئية على نطاق المرافق يقدرة 300 ميجاوات في سكاكا، حيث تسير المملكة على الطريق لإنتاج 58000 ميجاوات من الطاقة الشمسية بحلول عام 2030، مما يجعلها واحدة من أكبر 5 أسواق للطاقة الشمسية في العالم.[8]
- في بداية عام 2020، صرحت تقارير الجمعية أن تكاليف توليد الطاقة الشمسية سجلت أقل سعر بواقع 1.69 دولارًا لكل كيلوواط ساعة للمرحلة الخامسة من مجمع محمد بن راشد آل مكتوم للطاقة الشمسية. وأشارت التقارير أنه من المتوقع أن يستمر اتجاه حكومات منطقة الشرق الأوسط وشمال إفريقيا إلى تنويع الطاقة من خلال تنفيذ مشاريع كبيرة في المستقبل. وفي الإمارات العربية المتحدة، تستهدف دبي طرح 5 جيجاوات من الطاقة بحلول عام 2030 من مجمع محمد بن راشد آل مكتوم للطاقة الشمسية.[9][10]

## جوائز جمعية الشرق الأوسط لصناعات الطاقة الشمسية[11]
بشكل سنوي منذ عام 2014 تنظم الجمعية خدث جوائز الشرق الأوسط للطاقة الشمسية وهو حفل توزيع الجوائز الأول في هذه الصناعة. يعمل هذا الحدث السنوي كمنصة، للتعرف على المواهب والإنجازات الاستثنائية والاحتفال بها في سوق الطاقة الشمسية في منطقة الشرق الأوسط وشمال إفريقيا. وهناك 11 فئة من الجوائز.

## جوائز عام 2014
- أفضل تكنولوجيا: وفارزت بها شركة نوماد من  السعودية عن حل تنظيف آلي مستقل تمامًا بدون ماء تم تطويره في أقسى الظروف الصحراوية وتم نقله إلى منطقة الشرق الأوسط وشمال إفريقيا. هو نظام تم تصميمه وتطويره واختباره في المملكة العربية السعودية للظروف الصحراوية القاسية.
- أفضل شركة كهرباء عامة: وفارزت بها شركة شركة الكهرباء الوطنية من  الأردن عن العمل بنشاط في نشر الطاقة المتجددة.
- مبادرة الطاقة الشمسية في العام: وفارزت بها لمياء يوسف عبد الهادي وكيلة وزارة الكهرباء في  مصر لدورها في برنامج إضافة 4300 ميجاواط من الطاقة المتجددة.[12]

## جوائز عام 2015
- مشروع العام على المستوى الكبير: وفارزت بها شركة أكوا باور  الإمارات العربية المتحدة عن مشاريع نور 1 ونور 2 في المغرب.
- أفضل شركة كهرباء عامة: وفارزت بها هيئة كهرباء ومياه دبي  الإمارات العربية المتحدة عن زيادة أهداف الطاقة الشمسية وإطلاق مبادرة شمس.
- أفضل مشروع الصناعي: وفارزت بها شركة دوسول من  الإمارات العربية المتحدة عن شركة تصنيع الوحدات الكهروضوئية الأولى والوحيدة المتخصصة في تصنيع الوحدات الكهروضوئية في دبي.

## جوائز عام 2017
- أفضل شركة في السنه: وفازت بها شركة أكوا باور  الإمارات العربية المتحدة عن مشاريعها في المغرب والأردن.
- أفضل مشروع في السنه: ستيرلنج آند ويلسون  الإمارات العربية المتحدة عن مشروعها في  المغرب نور بي في 1.

## جوائز عام 2018
- أفضل مشروع الأنظمة الكهروضوئية على الأسطح: وفاز بها صندوق الأردن للطاقة المتجددة وكفاءة الطاقة  الأردن عن تزويد 100 مدرسة بتطويرات طاقة شمسية وتحسين الكفأة.
- مشروع العام على المستوى الكبير: وفازت بها شركة ماروبيني  اليابان عن مشروع منطقة سويحان في  الإمارات العربية المتحدة.

## جوائز عام 2019
- أفضل مشروع في السنه: وفازت بها شركة نيكست تراكر عن مشروع سكاكا للطاقة الشمسية في  السعودية. [13]
- أفضل مشروع صناعي في السنة: وفازت بها شركة إنروير في  الإمارات العربية المتحدة حيث أكملت المرحلة الأولى من أكبر تركيب لـ الأنظمة الكهروضوئية على الأسطح في محطة تعبئة مياه «ماي دبي» في دبي.
- أفضل شركة في السنه: وفازت بها شركة أكوا باور  السعودية حيث قامت بتطوير وتمويل مشاريع الطاقة المتجددة ومشاريع تحلية المياه بطاقة 2.75 جيجاواط و 75 مليون جالون يوميًا.[14]
- أفضل مشروع الأنظمة الكهروضوئية على الأسطح: وفازت بها شركة مصادر فلسطين من  فلسطين حيث تم اختيار مصادر من قبل وزارة التربية والتعليم العالي الفلسطينية لتطوير برنامج وطني لنشر أنظمة الطاقة الشمسية على أسطح المدارس والجامعات العامة في فلسطين. سيغطي برنامج أسطح المدارس 500 مدرسة حكومية في جميع أنحاء فلسطين، بقدرة توليد إجمالية تبلغ 35 ميجاوات.[15]